# Troița Nouă, Anenii Noi
Troița Nouă este o localitate în comuna Ciobanovca, raionul Anenii Noi, Republica Moldova.

## Istorie
În jurul anului 1870, aici s-au stabilit și câțiva coloniști basarabeni germani. Satul se numea (în rusă) „Novo Troitzk”.

## Demografie
Structură etnică
     moldoveni (34,48%)
     ucraineni (53,35%)
     ruși (9,53%)
     găgăuzi (1,22%)
     bulgari (0%)
     români (0%)
     evrei (0%)
     polonezi (0%)
     țigani (0%)
     alte etnii / nedeclarată (1,42%)
Conform datelor recensământului din 2004, populația localității este de 493 locuitori, dintre care 217 (44,02%) bărbați și 276 (55,98%) femei. Structura etnică a populației în cadrul localității arată astfel:
- moldoveni — 170;
- ucraineni — 263;
- ruși — 47;
- găgăuzi — 6;
- altele / nedeclarată — 7.